# Rhacophorus viridimaculatus
Espèce
Rhacophorus viridimaculatus est une espèce d'amphibiens de la famille des Rhacophoridae.

## Répartition
Cette espèce est endémique du Nord du Viêt Nam. Elle se rencontre entre 600 et 1 300 m d’altitude dans les provinces de Tuyên Quang et de Hà Giang. Sa présence est incertaine au Yunnan en République populaire de Chine.

## Publication originale
- Ostroshabov, Orlov & Nguyen, 2013 : Taxonomy of frogs of genus Rhacophorus of "hoanglienensis–orlovi" complex. Russian Journal of Herpetology, vol. 20, no 4, p. 301–324.